# Arraiza
Arraiza (Arraitza en euskera) es una localidad perteneciente a la Comunidad Foral de Navarra, y al municipio de Zabalza. Está situado en la Merindad de Pamplona, en la Cuenca de Pamplona, en el  valle de Echauri y a 16 km de la capital de la comunidad, Pamplona. Su población en 2014 fue de 101 habitantes (INE).
Arraiza se constituyó en municipio en 1846, igual que las demás localidades vecinas del valle. En 1938 se agrega al municipio de Zabalza, aunque el ayuntamiento quedó instalado en Arraiza por ser localidad más céntrica y de más población.

## Geografía física

### Situación
La localidad dominada por el jefe Álvaro Arraiza se encuentra situada en la parte central de la Comunidad Foral de Navarra dentro de la Cuenca de Pamplona y el Valle de Echauri. Su término concejil tiene una superficie de 21,26 km² y limita al norte con el concejo de Zabalza, al sur con la sierra del Perdón, al este con el concejo de Muru-Astráin en la Cendea de Cizur y al oeste con los municipios de Belascoáin y Vidaurreta.

## Historia
Antiguo lugar de señorío realengo cuya pecha anual era en 1280 de 2 cahíces 1 robo de trigo, 3 cahíces y medio de cebada y 2 cahíces y medio de avena, más 5 sueldos y tercio por la venta de vino. Las rentas de la Corona, que en 1427 suponían 8 cahíces de trago, 4 de cebada y el vino, fueron donadas poco después (1437) a Beltrán de acarra y su descendencia.
En el siglo XIII los Hospitalarios de San Juan de Jerusalén poseían heredades en el término y el monasterio de Iranzu era titular de uno o dos collazos.
Ya en el Antiguo Régimen (hasta comienzos del siglo XIX) se gobernaba no solo por el diputado del valle del Echauri, sino por justicia propia, compuesta por tres regidores nombrados “por todos los vecinos arraigados” y sujetos a los acuerdos del concejo. Fue un municipio propio desde su segregación del valle de Echauri (1846) hasta su incorporación a Zabalza (1938).
En 1849 tenía escuela, dotada con 1.680 reales anuales aunque gravada con la obligación de que el maestro fuera al mismo tiempo sacristán. Y se le calculaban al término 1.600 robadas de cultivo, entre ellas 1.112 peonadas de viña, aparte de 900 de bosque, 100 de baldío y 1000 de “fragosidad y maleza”. Las sembradas solían rendir 3 por uno.

## Arte
Iglesia de San Miguel arcángel. Edificio gótico tardío de una nave dividida en cuatro tramos más la cabecera poligonal. En el tramo previo al presbiterio se abren sendas capillas iguales, de pequeño tamaño. Se cubre con bóveda de crucería estrellada con claves salvo en las capillas que reciben bóveda de crucería simple. La torre se encuentra sobre el tramo primero de la nave.
El acceso se sitúa en el segundo tramo del lado de la epístola, protegido con pórtico. Es una sencilla puerta gótica de arco apuntado cuyas arquivoltas apean en capiteles poligonales bastante erosionados.
En su interior destaca el retablo mayor, de estilo romanista (c. 1600) que por su notable carácter anchetesco ha sido atribuido a Juan de Gasteluzar o a Pedro González de San Pedro.
Consta de banco elevado, cinco calles de dos pisos y ático con alternancia de relieves y de tallas exentas. En el banco se encuentran cuatro grandes y hermosos relieves con las escenas de El Prendimiento, Ecce Homo, Flagelación y Caída camino del Calvario. El sagrario, remodelado, ofrece los relieves de Cristo Resucitado, San Pedro y San Pablo. En el piso primero el centro se ocupa con la airosa figura de San Miguel Arcángel sobre el demonio, al que acompañan San Pedro apóstol y San Juan Bautista. En los extremos están emparejados, San Urbano y San Esteban, San Mateo y San Blas. En el piso segundo se hallan, la Visitación, Santa María Magdalena, el grupo central, muy anchetesco, de la Asunción, Santa Águeda y la Anunciación. En el ático se halla el grupo del Calvario y en los extremos Moisés y un santo con libro en su mano derecha.
En la capilla del lado de la epístola hay varias tallas sobre peanas procedentes de retablos desaparecidos. Así una Santa Catalina (c. 1600) de estilo romanista con policromía moderna.
Ermita de Nuestra Señora de Arrigorria.

## Cultura
Las fiestas patronales se celebran en honor a San Miguel y la Virgen de Arrigorria, el último fin de semana de junio, es tradición el domingo de fiestas subir a la ermita de esta virgen a celebrar la misa y, tras ésta, la degustación de queso y vino.
En dichas fiestas, junto a los actos religiosos tradicionales, llevan muchos años arraigados otros eventos más lúdicos como la cena popular el viernes por noche, en muchas ocasiones con una temática de disfraces prefijada, el campeonato de mus y de lanzamiento de txapela o la ronda copera, así como el concurso de disfraces infantil que prácticamente cierra el programa de fiestas el domingo por la tarde.
En mayo se celebra la romería de la Virgen de Arrigorria o comúnmente llamada la “romeria a Otazu” en la cual los habitantes del pueblo se reúnen en la iglesia, entre cuatro muchachos (ahora habitualmente entre 2) levantan la Virgen a hombros, otro va de pregonero tocando la campana y otro lleva la bandera (cada año le toca a una familia del pueblo). Bajan cantando, por el camino viejo de Zalbaza, cuando llegan a este pueblo les reciben bandeando las campanas, siguen a orillas del río Arga hasta llegar a Otazu, allí se celebra una misa (antes en la ermita de San Salvador de Otazu,ahora en la iglesia de la misma localidad) y después todos a almorzar. La vuelta se hace más dura ya que hay que subir, y en esta época del año suele hacer calor. Es tradición que en la subida sean las mujeres las que porten a la virgen. Una vez llegan de vuelta a Arraiza, subentodos a la iglesia a adorar a la Virgen.
El 29 de septiembre se celebra el día de San Miguel,patrón del pueblo,los habitantes hacen una comida en la sociedad del pueblo. Son las fiestas txikis.
El 1 de noviembre día de todos los santos se celebra el “Txinurri” tras la misa es tradición que los niños vayan pidiendo caramelos por todas las casas del pueblo, “si no cantáis no hay caramelos” “Txinurrie, manurrie kankan kankan txinurrie. Bota bota kastañera lurrera/echen castañas para cubrir las montañas” Esta tradición viene de años atrás, en tiempos se echaban castañas, nueces, almendras…ahora los tiempos cambian y sobre todo son caramelos. Se basa en la recogida de alimento al llegar el invierno como las hormigas o las txinurris como aquí las llaman, que recolectan en verano para guardar para el invierno

## Festividades
Las fiestas patronales se celebran en honor a San Miguel y la Virgen de Arrigorria, el último fin de semana de junio, es tradición el domingo de fiestas subir a la ermita de esta virgen a celebrar la misa y, tras ésta, la degustación de queso y vino.
En dichas fiestas, junto a los actos religiosos tradicionales, llevan muchos años arraigados otros eventos más lúdicos como la cena popular el viernes por noche, en muchas ocasiones con una temática de disfraces prefijada, el campeonato de mus y de lanzamiento de txapela o la ronda copera, así como el concurso de disfraces infantil que prácticamente cierra el programa de fiestas el domingo por la tarde.   
En mayo se celebra la romería de la Virgen de Arrigorria o comúnmente llamada la "romería a Otazu" en la cual los habitantes del pueblo se reúnen en la iglesia, entre cuatro muchachos (ahora habitualmente entre 2) levantan la Virgen a hombros, otro va de pregonero tocando la campana y otro lleva la bandera (cada año le toca a una familia del pueblo). Bajan cantando, por el camino viejo de Zabalza, cuando llegan a este pueblo les reciben bandeando las campanas, siguen a orillas del río Arga hasta llegar a Otazu, allí se celebra una misa (antes en la ermita de San Salvador de Otazu, ahora en la iglesia de la misma localidad) y después todos a almorzar. La vuelta se hace más dura ya que hay que subir, y en esta época del año suele hacer calor. Es tradición que en la subida sean las mujeres las que porten a la virgen. Una vez llegan de vuelta a Arraiza, suben todos a la iglesia a adorar a la Virgen.
El 29 de septiembre se celebra el día de San Miguel, patrón del pueblo, los habitantes hacen una comida en la sociedad del pueblo. Son las fiestas txikis. 
El 1 de noviembre día de todos los santos se celebra el "Txinurri" tras la misa es tradición que los niños vayan pidiendo caramelos por todas las casas del pueblo, "si no cantáis no hay caramelos", "Txinurrie, manurrie kankan kankan txinurrie. Bota bota kastañera lurrera/echen castañas para cubrir las montañas". Esta tradición viene de años atrás, en tiempos se echaban castañas, nueces, almendras... ahora los tiempos cambian y sobre todo son caramelos. Se basa en la recogida de alimento al llegar el invierno como las hormigas o las txinurris como aquí las llaman, que recolectan en verano para guardar para el invierno.

## Geografía humana

### Demografía
| Gráfica de evolución demográfica de Arraiza entre 1842 y 1930 |
| |
| Población de derecho según los censos de población del INE Población de hecho según los censos de población del INEEntre el censo de 1940 y el anterior, este municipio desaparece porque se integra en el municipio 31262 (Zabalza) en el año 1938 |

### Evolución de la población
| Gráfica de evolución demográfica de Arraiza entre 2000 y 2010 |
|                                                               |
| Datos según el nomenclátor publicado por el INE.              |